# Phobaeticus sinetyi
Phobaeticus sinetyi är en insektsart som beskrevs av Brunner von Wattenwyl 1907. Phobaeticus sinetyi ingår i släktet Phobaeticus och familjen Phasmatidae. Inga underarter finns listade i Catalogue of Life.